# 侯桂芬
侯桂芬（？—），女，苗族，中华人民共和国政治人物。现任文山壮族苗族自治州政协副主席。第十三、十四届全国政协委员。